# بیچر (میشیگان)
بیچر (به انگلیسی: Beecher) یک منطقهٔ مسکونی در ایالات متحده آمریکا است که در شهرستان جنسی، میشیگان واقع شده‌است. بیچر ۱۵٫۲۸ کیلومتر مربع مساحت و ۱۰٬۲۳۲ نفر جمعیت دارد و ۲۴۴ متر بالاتر از سطح دریا واقع شده‌است.